# Geovana Cléa
Geovana Cléa Tenório Brandão (Inhapi, 18 de junho de 1977) é uma artista brasileira. Suas obras são inspiradas na geologia e efeitos naturais da terra. Amante da natureza, a preservação do planeta é um tema essencial em todo seu trabalho artístico.Expressionista abstrata conceitual com visão naturalista traz para suas obras, imagens pictóricas que relembram florestas, rochas molhadas, rios, quartzos, pedras, troncos e outros elementos que fazem parte do mundo natural.

## Biografia
Geovana Cléa Tenório Brandão nasceu em Inhapi, sertão de Alagoas em 18 de junho de 1977, descendente da tradicional família política, Malta. Filha de Luiz Celso Malta Brandão, ex-prefeito de Inhapi, além de líder e articulador político no sertão por mais de 40 anos. Em homenagem a ele, existe na cidade uma escola e praça com o seu busto e nome. Geovana é prima de primeiro grau da ex-primeira dama do Brasil, Rosane Brandão Malta (ex-Collor). Seu tio-avô, Euclides Malta, foi governador de Alagoas por dois mandatos.  
Amante da natureza, suas obras são inspiradas na geologia e nos efeitos naturais da terra, suas pinturas são matericas e também minimalista, no gênero expressionista abstrato com conceito ligado ao naturalismo e preservação do planeta terra.
Com 18 anos foi pela primeira vez a Itália, onde estudou por um ano a língua italiana e a arte na cidade de Firenze, e em sua volta ao Brasil, dedicou-se a pintura, anos depois regressou a Itália, onde seguiu profissionalmente a sua carreira artística.
Sua primeira exposição oficial foi em Milão, no instituto cultural do Brasil (IBRIT), no ano de 2005, onde se seguiram várias exposições tanto na Itália como na Europa. Em 2010, expôs em mostra individual na galeria Blanchaert e no Palácio  Real de Milão, junto a outras artistas sul-americanas no dia da mulher, em um evento oficial organizado pelo corpo diplomático latino americano, sob apoio do parlamento europeu com objetivo de valorizar mulheres imigradas, residente na Itália e envolvidas no mundo cultural.
Participou da 54a Biennale di Venezia com o pavilhão da Itália sob a direção do crítico de arte italiano Vittorio Sgarbi, na ocasião, Geovana apresentou quatro obras da coleção 
“Origens e Sentimentos”, criadas com a forma geográfica do seu país de origem, todas as obras foram uma homenagem ao Brasil.
Em 2011, 2012 e 2014 participou do Salon National de Beaux Arts (SNBA desde 1861), na sala Le Notre do Louvre de Paris, este evento contou com o apoio oficial da presidência da República Francesa durante os três anos, sendo no último ano (2014), vencedora do prêmio do júri (Prix du Juri), pela obra “EARTH of the Minerals”.
Foi convidada a ler um parágrafo da constituição italiana em português e italiano, junto a líderes políticos e religiosos em praça pública em Milão no aniversário de 150 anos da unidade D’Italia e foi definida pelo jornal “Il Sole 24 ore” um exemplo de imigração que a Itália tem que sentir orgulho.
Em 2013 a artista descobriu a beleza dos quartzos brancos do rio Trebbia, na região de Piacenza na Itália, e deu início ao projeto pictórico dedicado ao rio e suas pedras, incluindo o uso do pó de quartzo obtido através dos mesmos, um ano depois, fez parceria com a empresa de cristais Swarovski, e desde então, vem inserindo nas obras, cristais que relembram grãos de areia, buscando assim, manter a essência pictórica do seu trabalho. No ano de 2015 foi lançada a primeira coleção dedicada ao rio Trebbia com utilização de cristais Swarovski, em sua mostra individual “Stardust”, na galeria Wunderkammer da marca de luxo internacional “Visionnaire” em sua sede de Milão, Visionnaire Design Gallery di Piazza Cavour.
Em 2015 a artista foi condecorada com o título de membro imortal, ocupando a cátedra de número 64, na academia de ciências, letras e artes, ALUBRA de Araraquara no Estado de São Paulo. No mesmo ano, recebeu da academia uma medalha de ouro pela carreira em Campinas – SP.
Em 2019, apresentou quinze obras da coleção minimalista “Cocoa Choc” no salão do Móvel de Milão, como artista convidada para a marca Annibale Colombo, a coleção foi dedicada às mulheres brasileiras que trabalham nas plantações de cacau e assim mantém seus filhos. Todas as obras lembram barras de chocolate e nelas contém pó de cacau e ouro.
Em 2020 Geovana Cléa se tornou artista exclusiva no mundo do móvel, para marca internacional de móveis de luxo (made in Italy), “Giorgio Collection”, criando obras com cristais Swarovski e ouro, utilizando temas ligados às florestas, cascatas, chuva, rochas, vulcões, esmeralda, ágata brasileira e mar de Portofino.
No mesmo ano, participou do Salão do Móvel em edição especial “SuperSalone” com “Silver Rain” uma das obras da coleção exclusiva para o brand. Nesse ano, o histórico evento teve edição reduzida por conta da pandemia.
Em 2021, todas as obras feitas especialmente para a marca foram apresentadas normalmente no Salão do Móvel.
Geovana é a única brasileira com obras a venda na Harrods de Londres, no espaço da marca, esta parceria prossegue até os dias atuais.

## Projetos
Durante a crise de 2008, a artista idealizou o movimento internacional de arte contemporânea “Emotions of the World”, para tutelar e ajudar inserir novos artistas no mundo da arte contemporânea internacional, em 2014 criou a associação com o mesmo nome, onde é presidente e fundadora, mais adiante, fundou EOTW Gallery, galeria de arte de sua propriedade, onde continua expondo suas obras em vários países da Europa e em feiras internacionais de arte contemporânea. 

## Literatura
A Obra “Think Brasil”, que foi exposta na Bienal de Veneza e em 2011 no Louvre em Paris, virou capa da antologia “Vozes e Voci” da editora Mandala, onde a artista também escreveu um monólogo autobiográfico intitulado: “Lição de Amor” que lhe rendeu menção honrosa em concurso literário internacional, com júri de vários docentes de universidades da Europa.

## Ligação com povos Indígenas
A artista foi madrinha da última edição dos jogos olímpicos indígenas na aldeia Roçado do povo Koiupanka, contou sua história e ligação com os povos originários no programa “As Liberais” da Revista Oeste de São Paulo e, no mês de janeiro de 2023 foi capa digital da revista Painel Alagoas, vestida de indígena, para ela, um símbolo de orgulho e homenagem pela luta e resistência dos povos originários brasileiros, em especial ao povo Koiupanka que reside na sua cidade natal.

## Família
Geovana sempre teve uma ligação muito forte com o seu pai, o mesmo presenteou a filha aos 14 anos com uma biblioteca de livros e sempre a incentivou e apoiou todos os seus projetos e sonhos ligados a arte. Desde criança amava as letras, e seguiu acumulando muitas poesias, algumas publicadas em suas redes sociais.
Durante sua infância estudou em Inhapi no Grupo Escolar “Nezinho Pereira” e no colégio “Santa Ursula” em Maceió. A artista estudou arte e língua Italiana em Florença, depois de ter sido candidata à miss Alagoas Brasil no ano de 1996. Atualmente é casada com ex-atleta profissional de ciclismo Eddy Ratti.

## Prêmios e Honrarias
EARTH of the Minerals - Prix du Juri - Salon National des Beaux Arts - Salle Le Notre - Louvre - Paris – 2014
Menção de Honra
Monólogo - Lição de Amor 
de Geovana Cléa - editora Mandala
Título de Imortal
Cadeira 64 - Patrono: Pio Lourenço Correia
Pela Academia de Ciências Letras e Artes ALUBRA - Araraquara - SP
Medalha de Ouro
Pela Academia de Ciências Letras e Artes ALUBRA de Araraquara - SP